# Агрипин (военачалник)
Агрипин (на латински: Agrippinus; действа: 452 – 461 г.) e военачалник на Западната Римска империя, magister militum на Галия при императорите Валентиниан III, Петроний Максим, Авит и Либий Север.
Роден е в Галия и става там comes и magister militum между 452 и 456/457 г.